# کاوا ۵۰۵

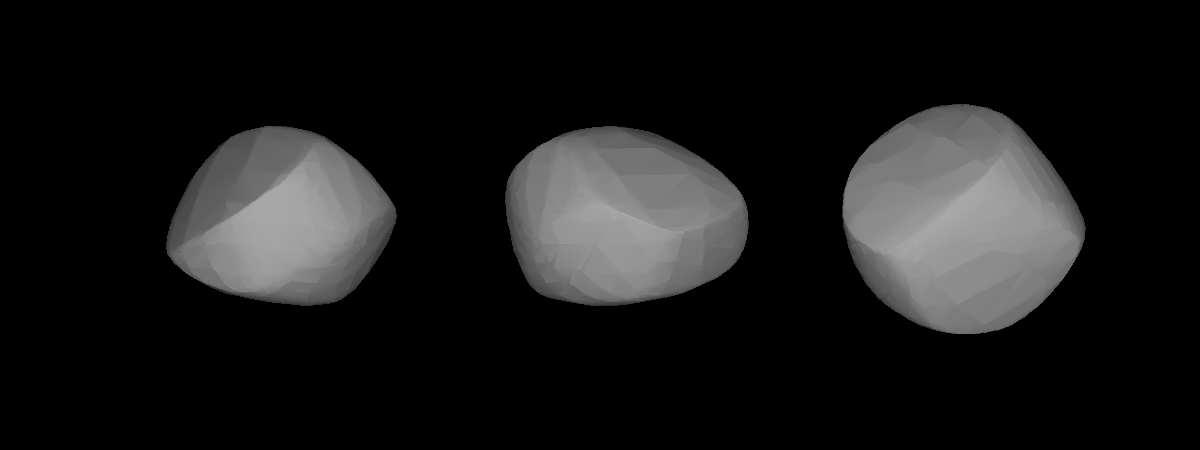
مدل سه‌بُعدی سیارک کاوا ۵۰۵ بر اساس منحنی نور آن

سیارک ۵۰۵ (به انگلیسی: 505 Cava، نامگذاری:1902LL) پانصد و پنجمین سیارک کشف شده‌است که در ۲۱ اوت ۱۹۰۲ کشف شد.
قدر مطلق سیارک برابر ۸٫۶۱ است.